# Stadtmuseum Nördlingen

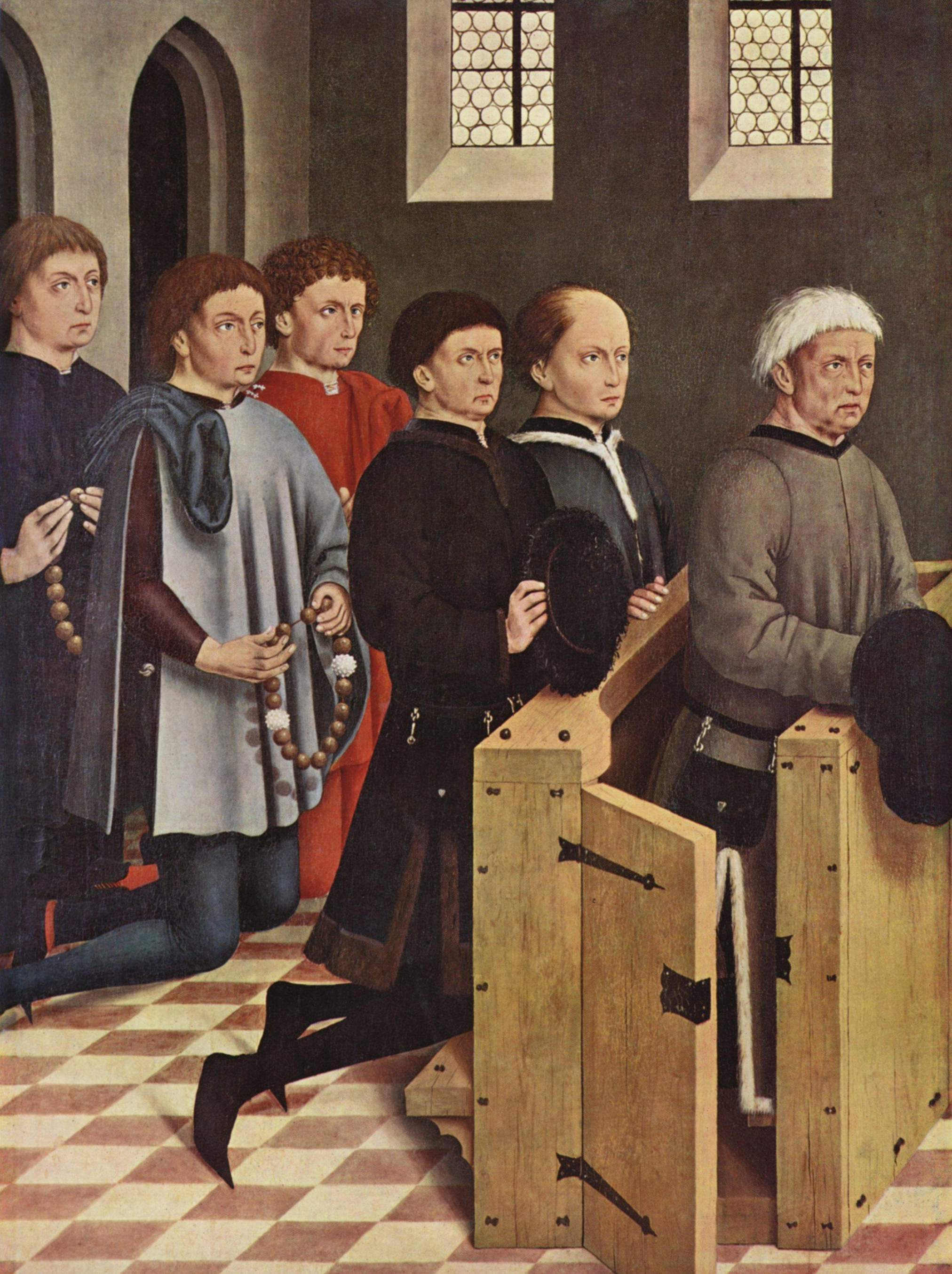
Hochaltarretabel von Friedrich Herlin im Stadtmuseum Nördlingen, linker Flügel außen, Szene: Der Stifter Jakob Fuchshart und seine Söhne

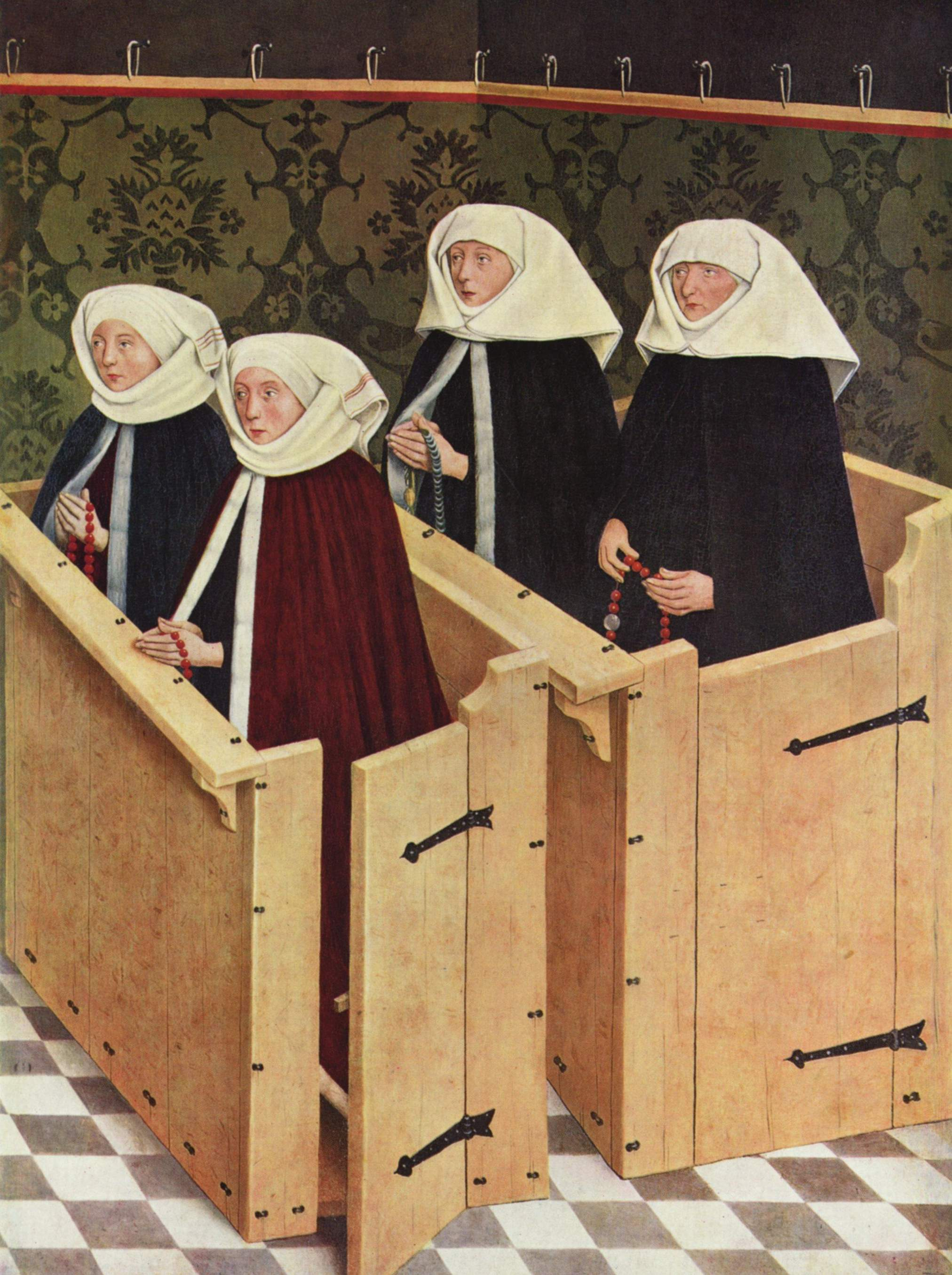
Hochaltarretabel von Friedrich Herlin im Stadtmuseum Nördlingen, rechter Flügel außen, Szene: Jakob Fuchsharts Gattin und seine Töchter

Das Stadtmuseum Nördlingen gibt Einblick in die Geschichte der ehemals Freien Reichsstadt Nördlingen. Die 1867 gegründete Sammlung ist auf vier Stockwerken im Hospitalgebäude des ehemaligen Heilig-Geist-Spitals untergebracht.
Handel, Pfingstmesse, Zunft und Handwerk sowie die Gerichtsbarkeit in der mittelalterlichen Stadt werden durch Originalobjekte illustriert. Ein Modell mit rund 6000 Zinnfiguren macht die historisch bedeutende Schlacht bei Nördlingen anschaulich, die 1634 während des Dreißigjährigen Krieges vor den Stadtmauern ausgetragen wurde.
Zahlreiche Tafelgemälde des 15. und 16. Jahrhunderts vor allem von Friedrich Herlin, Hans Schäufelin und Sebastian Taig zeugen vom religiösen Leben, aber auch vom Reichtum und der politischen Bedeutung der Stadt Nördlingen.
Vervollständigt wird der historische Rundgang durch die Siedlungsgeschichte des Rieses von der Altsteinzeit bis ins Mittelalter, mit den Schädelfunden aus den Ofnethöhlen, dem Hortfund von Bühl im Ries und den Funden aus der römischen Villa Rustica bei Holheim.
Das Stadtmuseum beherbergt seit seiner Einrichtung 1959 auch die Sammlung des Heimatverbandes Kreis Tetschen-Bodenbach e. V.